# Georg Erhard Hamberger
Georg Erhard Hamberger (Jena, 21 de dezembro de 1697 – 22 de julho de 1755) foi um medico, cirurgião e botânico alemão.
Hamberger obteve um grau de Doutor em Medicina na Universidade de Jena em 1721. Estudou a fisiologia da respiração. Escreveu um livro-texto sobre fisiologia, abordando diafragma, músculos intercostais e cavidade pleural.